# Xenocytaea
Genre
Xenocytaea est un genre d'araignées aranéomorphes de la famille des Salticidae.

## Distribution
Les espèces de ce genre se rencontrent en Océanie.

## Liste des espèces
Selon World Spider Catalog (version 18.0, 26/05/2017) :
- Xenocytaea agnarssoni Zhang & Maddison, 2012
- Xenocytaea albomaculata Zhang & Maddison, 2012
- Xenocytaea anomala Berry, Beatty & Prószyński, 1998
- Xenocytaea daviesae Berry, Beatty & Prószyński, 1998
- Xenocytaea maddisoni Berry, Beatty & Prószyński, 1998
- Xenocytaea proszynskii Zhang & Maddison, 2012
- Xenocytaea stanislawi Patoleta, 2011
- Xenocytaea taveuniensis Patoleta, 2011
- Xenocytaea triramosa Berry, Beatty & Prószyński, 1998
- Xenocytaea victoriensis Patoleta, 2011
- Xenocytaea vonavonensis Patoleta, 2011
- Xenocytaea zabkai Berry, Beatty & Prószyński, 1998

## Publication originale
- Berry, Beatty & Prószyński, 1998 : Salticidae of the Pacific Islands. III. Distribution of Seven Genera, with Description of Nineteen New Species and Two New Genera. Journal of Arachnology, vol. 26, no 2, p. 149-189 (texte intégral).